# 橋本晃太朗
橋本 晃太朗（はしもと こうたろう、1月16日 - ）は、日本の男性声優。千葉県出身。81プロデュース所属。

## 経歴
2012年開催の第6回81オーディションにて特別賞・文化放送賞・BS11賞を受賞。
2015年4月1日付で81プロデュースにジュニア所属。

## 人物
趣味・特技は映画鑑賞、ゲーム。

## 出演
太字はメインキャラクター

### テレビアニメ
2016年
- それいけ!サブイボマスク（サブイボマスク）
- マギ シンドバッドの冒険（客の男B）

2018年
- 音楽少女（親衛隊、客）
- 働くお兄さん!の2!（タヌキ、ノルウェージャンフォレストキャット）

2019年
- カードファイト!! ヴァンガード（生徒C）
- KING OF PRISM -Shiny Seven Stars-（御徒町ツルギ、チンピラ、スタッフ、記者）
- MIX（2019年 - 2023年、室谷、部下B、武下、主審、室屋 他） - 2シリーズ
- あんさんぶるスターズ!（伏見弓弦）
- トライナイツ（島原淳）

2020年
- 22/7（アナウンス）
- グレイプニル（治田）
- メジャーセカンド（横内）

### 劇場アニメ
- KING OF PRISM by PrettyRhythm（2016年、アイドルB）
- KING OF PRISMシリーズ（2017年 - 2024年、御徒町ツルギ） - 3作品[一覧 2]
- あした世界が終わるとしても（2019年、泉重工社員）
- キャプテン・バル（2019年）
- あんさんぶるスターズ!!-Road to Show!!-（2022年、伏見弓弦）

### ゲーム
2015年
- あんさんぶるスターズ! / !! Basic（2015年 - 2020年、伏見弓弦）
- アブナイ★恋の捜査室～Eternal Happiness～
- ザクセスヘブン（漆原準之助、北条カタナ）
- 新約アルカナスレイヤー（ジークハイド）

2016年
- 白猫プロジェクト（医者）
- SOUL REVERSE ZERO（アキレウス、カエサル、パリス）

2017年
- 王子様のプロポーズ Eternal Kiss（ジン）
- はがねオーケストラ（アマタ、ザキ）
- アニドルカラーズ（天城蛍）

2019年
- デュエル・マスターズ プレイス（栄光の精霊アイリス、アクア・ナイト、アクア・シューター、無謀鉄人チョイヤ、双神兵カミカゼ）
- CARAVAN STORIES（ゲンジョウ）
- 武器よさらば

2020年
- ツイステッドワンダーランド（サバナクロー寮寮生、オクタヴィネル寮寮生）
- あんさんぶるスターズ!! Music（伏見弓弦）

2021年
- ナナリズムダッシュ（クロード）

### ドラマCD
- 音戯の譜〜CHRONICLE〜（2019年 - 、ノノ[12]）
- THE IDOLM@STER MILLION THE@TER WAVE 06 花咲夜（2020年、スタッフ）

### オーディオブック
- 椿山課長の七日間（2017年、繁田）
- 教場（2018年）
- ストライクフォール（2019年[13]）
- クズと天使の二周目生活 1～2（2019年 - 2021年、大河内亮 ほか[14][15]）
- リベンジャーズ・ハイ（2020年、ボッチ・ダイダラ[16]）
- 100人の英雄を育てた最強預言者は、冒険者になっても世界中の弟子から慕われてます 1～3（2020年 - 2024年、朗読、アイゼン[17]）
- 年下寮母に甘えていいですよ?（2021年、八重桜門司[18]）
- 死に戻り、全てを救うために最強へと至る 1～2（2021年 - 2024年、フェリクス、リベルト・コラーレス ほか[18]）
- 漂海のレクキール（2021年、オットー・ジャニエス ほか[19]）
- 学園者! 〜風紀委員と青春泥棒〜（2022年、唐沢充 ほか[20][21]）
- ピンポンラバー 2（2022年、灰絽辻仁 ほか）
- 鳥葬 -まだ人間じゃない-（2022年、瑛二）
- 俺が生きる意味 1（2023年、源本静也、稲賀真平 ほか）
- キモイマン（2023年、鈴木和之 ほか）
- 天網炎上カグツチ（2023年、朗読、匂坂焔）
- 双血の墓碑銘 2～3（2024年 - 2025年、岡田以蔵、土方歳三 ほか）

### ラジオ
- 81下剋上ラジオ　Ole！玲央（2012年10月3日 - 2013年9月18日、超!A&G+）
- 王子様の生ラジオ　～キミに届けたいEternalKiss～（2017年、ニコニコ生放送）
- あんさんぶるスターズ！！Radio（2023年1月7日 - 2023年1月28日、文化放送「Snow Man 佐久間大介の待って、無理、しんどい、、、」番組内）

### デジタルコミック
- エスビー食品 おかず学園（2013年、寅田つなとら[22]）
- ヒーローくんに恋してるっ！（2020年、長月北斗[23]）

### ナレーション
- 魔王（番組宣伝ナレーション）

### その他
- 橋本晃太朗の日活!!げぇむ塾（ゲーム実況動画）
- ぱちんこ ガラスの仮面（2020年、聖唐人[24]）

## ディスコグラフィ

### キャラクターソング
| 発売日   | 商品名                                                              | 歌                              | 楽曲                                                | 備考                                                                    |
| 2015年   | 2015年                                                              | 2015年                          | 2015年                                              | 2015年                                                                  |
| -------- | ------------------------------------------------------------------- | ------------------------------- | --------------------------------------------------- | ----------------------------------------------------------------------- |
| 11月25日 | あんさんぶるスターズ！ ユニットソングCD Vol.3 fine                  | fine                            | 「終わらないシンフォニア」 「RAINBOW CIRCUS」       | ゲーム『あんさんぶるスターズ！』関連曲                                  |
| 2017年   |                                                                     |                                 |                                                     |                                                                         |
| 1月25日  | あんさんぶるスターズ！ ユニットソングCD 2nd Vol.09 fine             | fine                            | 「羽ばたきのフォルティシモ」 「Neo Sanctuary」      | ゲーム『あんさんぶるスターズ！』関連曲                                  |
| 8月9日   | あんさんぶるスターズ！ ユニットソングCD 3rd Vol.03 fine             | fine                            | 「Miracle Dream Traveler」 「Tryst of Stars」       | ゲーム『あんさんぶるスターズ！』関連曲                                  |
| 9月27日  | 劇場版KING OF PRISM -PRIDE the HERO- Song&Soundtrack                | The シャッフル                  | 「恋のロイヤルストレートフラッシュ」                | 劇場アニメ『KING OF PRISM -PRIDE the HERO-』挿入歌                      |
| 2019年   |                                                                     |                                 |                                                     |                                                                         |
| 1月30日  | あんさんぶるスターズ！アルバムシリーズ fine                         | fine                            | 「Holy Angel's Carol」                              | ゲーム『あんさんぶるスターズ！』関連曲                                  |
| 1月30日  | あんさんぶるスターズ！アルバムシリーズ fine                         | 伏見弓弦（橋本晃太朗）          | 「ずっと そばで…」                                  | ゲーム『あんさんぶるスターズ！』関連曲                                  |
| 5月29日  | 音戯の譜 〜CHRONICLE〜 堕ちゆく蓮の花びら輪廻を見つめて             | ノノ（橋本晃太朗）              | 「堕ちゆく蓮の花びら輪廻を見つめて」 「涅槃寂静」   | 『音戯の譜〜CHRONICLE〜』関連曲                                         |
| 8月14日  | Stars' Ensemble!                                                    | 夢ノ咲ドリームスターズ          | 「Stars' Ensemble!」                                | テレビアニメ『あんさんぶるスターズ！』オープニングテーマ                |
| 10月9日  | KING OF PRISM -Shiny Seven Stars- Song&Soundtrack                   | The シャッフル                  | 「ファイブカードは突然に…」                         | テレビアニメ『KING OF PRISM -Shiny Seven Stars-』挿入歌                 |
| 10月23日 | あんさんぶるスターズ！ EDテーマ集 VOL.03                            | fine                            | 「始まりのファンタジア」                            | テレビアニメ『あんさんぶるスターズ！』エンディングテーマ                |
| 11月6日  | 音戯の譜 〜CHRONICLE〜 2nd series 対盤編 自戯言/Keep on.../輪廻の軛 | ノノ（橋本晃太朗）              | 「輪廻の軛」                                        | 『音戯の譜〜CHRONICLE〜』関連曲                                         |
| 2020年   |                                                                     |                                 |                                                     |                                                                         |
| 3月25日  | LOVEグラフィティ                                                    | KING OF PRISM ALL STARS         | 「ドラマチックLOVE -ALLSTARS THANKS ver.-」         | 劇場アニメ『KING OF PRISM ALL STARS -プリズムショー☆ベストテン-』関連曲 |
| 7月29日  | あんさんぶるスターズ!! ESアイドルソング season1 fine                | fine                            | 「The Tempest Night」 「BRAND NEW STARS!!」         | ゲーム『あんさんぶるスターズ!!』関連曲                                  |
| 8月26日  | BRAND NEW STARS!!                                                   | ESオールスターズ                | 「BRAND NEW STARS!!」                               | ゲーム『あんさんぶるスターズ!!』主題歌                                  |
| 8月26日  | BRAND NEW STARS!!                                                   | ESオールスターズ                | 「Walk with your smile」                            | ゲーム『あんさんぶるスターズ!!』関連曲                                  |
| 2021年   |                                                                     |                                 |                                                     |                                                                         |
| 2月24日  | 音戯の譜 〜CHRONICLE〜 2nd series 対盤編 終止符をこの手に           | 音戯の譜〜CHRONICLE〜 ALL STARS | 「終止符をこの手に」                                | 『音戯の譜〜CHRONICLE〜』関連曲                                         |
| 6月9日   | あんさんぶるスターズ!! ESアイドルソング season2 fine                | fine                            | 「恋はプリマヴェーラ！」 「Never-ending Stage!!!!」 | ゲーム『あんさんぶるスターズ!!』関連曲                                  |
| 6月23日  | FUSIONIC STARS!!                                                    | ESオールスターズ                | 「FUSIONIC STARS!!」                                | ゲーム『あんさんぶるスターズ!!』関連曲                                  |
| 10月23日 | あんさんぶるスターズ!! FUSION UNIT SERIES 04 Trickstar × fine       | Trickstar、fine                 | 「Crossing×Heart」                                  | ゲーム『あんさんぶるスターズ!!』関連曲                                  |
| 10月23日 | あんさんぶるスターズ!! FUSION UNIT SERIES 04 Trickstar × fine       | fine                            | 「FUSIONIC STARS!!」                                | ゲーム『あんさんぶるスターズ!!』関連曲                                  |
| 2024年   |                                                                     |                                 |                                                     |                                                                         |
| 6月26日  | Stars' Ensemble!                                                    | 夢ノ咲ドリームスターズ          | 「Stars' Ensemble!」                                | ゲーム『あんさんぶるスターズ!!』関連曲                                  |
| 6月26日  | BRAND NEW STARS!!                                                   | ESオールスターズ                | 「BRAND NEW STARS!!」 「Walk with your smile」      | ゲーム『あんさんぶるスターズ!!』関連曲                                  |
| 6月26日  | FUSIONIC STARS!!                                                    | ESオールスターズ                | 「FUSIONIC STARS!!」                                | ゲーム『あんさんぶるスターズ!!』関連曲                                  |